# 下嶋浩
下嶋 浩（しもじま ひろし、1944年（昭和19年）10月6日 - 1999年（平成11年）8月15日）は、機械工学、ロボット工学を専門とする日本の研究者、登山家。東京工業大学工学博士。ロボット国際標準規格に関するISO国際会議日本代表として活躍。ランニング登山の国際的第一人者としても有名で、「下嶋渓」の名で著書もある。東京工業大学教授在職中の1999年、マッターホルンの登山中に滑落事故で死去。

## 来歴・人物
1944年生まれ、神奈川県出身。高校生の頃から登山を始め、カメラいじりも得意であった。東京工業大学工学部機械工学科を卒業。同期生に林巌、吉澤善男がいた。
東京工業大学大学院修士課程、博士課程を通じて、小川潔教授の元で研究を行う。6節リンク機構などのリンク機構の経路創成機構の研究に取り組み、1972年に博士号を取得。その後も助手として様々なリンク機構の運動解析や機構総合、運動伝達指数の研究に取り組む。1975年頃からランニング登山を始めており、1986年には著書も執筆している。助手から助教授へ昇進し、在外研究員も経験している。
1990年代に入り、ロボットやバイオメカニクス関係の研究を実施していく。ロボットマニピュレータでは、ステッピングモータや、速度制御型のサーボモータなど、産業界で使われているアクチュエータに着目して研究を進めた。位置と力のハイブリッド制御、およびフレキシブルマニピュレータにおける位置と力の制御において、実績をあげた。
能動的音響制御の研究も実施しており、フィードバック音響制御として確立していった、バイオメカニクス関係では筋力関係の研究の指導も行っている。また、学術研究のみならず、国際規格におけるロボットの標準化活動で顕著な貢献を果たしている。
1999年には著書「ロボット工学」の出版を迎えるが、在外研究員としてスイス連邦工科大学に滞在中の8月に、マッターホルン登山中の滑落事故で死去（54歳）。

## 略歴
- 1967年3月 - 東京工業大学工学部機械工学科卒業[10]
- 1969年3月 - 東京工業大学大学院理工学研究科機械工学専攻修士課程修了
- 1972年3月 - 東京工業大学大学院理工学研究科機械工学専攻博士後期課程修了、工学博士[5]
- 1972年4月 - 東京工業大学工学部機械工学科 助手
- 東京工業大学工学部機械工学科 助教授
- マサチューセッツ工科大学 客員助教授[4]
- 東京工業大学工学部機械工学科 教授
- 1993年4月 - 東京工業大学工学部機械科学科 教授
- 1999年7月 - スイス連邦工科大学 在外研究員
- 1999年8月 - マッターホルンで滑落して死去[1]

## 受賞歴
- 1990年3月 - 六甲山全山縦走タイムトライアル40代の部 優勝[1]
- 1990年 - マレーシア・キナバル山国際登山競争 40歳以上の部 優勝[1]

## 社会的活動
（学術団体）
- 日本機械学会[4]
- 日本IFToMM会議 - 実行委員会委員（1983-1999年度）[32]

（標準化委員会）
- 産業用ロボット標準化調査研究専門委員会（本委員会委員、第2分科会主査、第2分科会キャリブレーションW/G主査）
- ロボット性能評価システムの概念設計専門委員会（委員長）
- 国際標準化対策事業専門委員会委員（本委員会委員、WG2実行委員会主査）[27]

（快速登山関係）
- 日本ウルトラランニング登山クラブ 副会長

## 著作

### 学位論文
- 『経路創成機構の総合』 東京工業大学〈博士論文（甲第542号）〉、1972年3月26日。

### 著書
- 下嶋溪 著、岡田昇 写真 『ランニング登山 ―もうひとつの山登りの刺激的世界―』 山と渓谷社、1986年7月。ISBN 4635170195、NCID BN05427325。
- 下嶋浩、佐藤治 共著 『ロボット工学』 森北出版〈機械工学入門講座8〉、1999年7月。ISBN 9784627605817。

（分担執筆）
- 「力学基礎」『ロボット工学ハンドブック』 日本ロボット学会 編、コロナ社、1990年9月。ISBN 978-4339031393。

### 解説
- 下嶋浩「海外通信－米国MITの最近事情－」、『メカライフ』、日本機械学会、1987年9月、 44頁。